# Byzantion

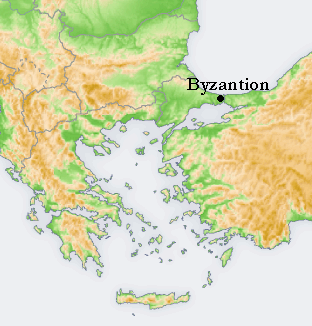

Byzantion (grekiska: Βυζάντιον), på svenska ofta Bysans, var en grekisk stad vid det sydliga inloppet till Bosporen. Staden grundlades omkring 660 f.Kr. av grekiska bosättare från Megara. 

## Historik
Bysans fördelaktiga läge gav staden stor makt och rikedom. Från år 513 f.Kr. kom staden under persiskt styre. Under perserkrigen blev staden erövrad av grekerna under Pausanias år 478 f.Kr. och underställdes kort därefter det joniska sjöförbundet under Atens ledning.
Under det peloponnesiska kriget svek Bysans sin tidigare allierade Aten år 411 f.Kr. och de kommande åren var staden plats för åtskilliga strider. Vid fredsslutet efter krigen kom Bysans under Sparta, men då Aten skapade sitt andra sjöförbund slöt sig staden till detta år 378 f.Kr. Bysans deltog i upproret mot Aten år 357 f.Kr.. Staden sökte först stöd hos kung Filip II av Makedonien, men då denne önskade sig få herraväldet över Thrakien och Bosporen försvarade staden sin oavhängighet och slog tillbaka Filips belägring år 340 f.Kr.
Efter att ha slutit sig till Pescennius Niger under dennes inbördeskrig mot den sedermera segrande Septimius Severus belägrades och intogs staden av romarna år 196, varpå den förstördes. Den återuppbyggdes dock kort därefter.
Byzantion blev senare platsen för Konstantinopel, vars namn officiellt ändrades till Istanbul år 1926.